# Uma Família Feliz (filme)
Uma Família Feliz é um filme de suspense brasileiro de 2024, dirigido por José Eduardo Belmonte a partir de um roteiro de Raphael Montes, baseado no livro homônimo de sua autoria.

## Sinopse
Após dar à luz ao seu terceiro filho, Eva (Grazi Massafera) enfrenta uma severa depressão pós-parto. Apesar de viver em uma luxuosa e aparentemente perfeita vida burguesa, ela começa a enfrentar uma série de eventos perturbadores quando suas filhas gêmeas aparecem com ferimentos inexplicáveis. As suspeitas de maus-tratos recaem sobre Eva, que é prontamente acusada pela comunidade e rejeitada, inclusive por seu próprio parceiro, Vicente (Reynaldo Gianecchini). Isolada de suas filhas e lutando contra a crescente desconfiança, Eva se vê em uma batalha desesperada para provar sua inocência. Ela precisa superar sua fragilidade emocional e reconstruir sua família, enquanto tenta desvendar o mistério por trás dos ferimentos das crianças e recuperar a confiança de todos ao seu redor.

## Elenco
- Grazi Massafera como Eva Carvalho
- Reynaldo Gianecchini como Vicente Fumari
- Luiza Antunes como Sara Fumari
- Juliana Bim como Angela Fumari
- Guenia Lemos como Solange
- Maureen Miranda como Márcia
- Ranieri Gonzalez como Carlos
- Yasmin Rossi como Clarinha
- Murilo Gricolo como Caio
- Raquel Rizzo como Marlene
- Alessandra Kindinger como Alice Fumari

## Produção

### Concepção
O diretor José Eduardo Belmonte considera que o Brasil tem se destacado principalmente com comédias no cinema, mas notou a ausência de filmes de suspense. Isso levou à decisão de explorar esse gênero e quebrar o padrão predominante. Para isso, escolheram Raphael Montes, um roteirista renomado no gênero suspense, para criar o primeiro roteiro de sua carreira voltado para o cinema. Montes, por sua vez, explicou que se interessa por histórias de suspense, crime e mistério, e usa essas narrativas para discutir temas relevantes. Uma Família Feliz aborda a vida das aparências e as pressões da maternidade, como a expectativa de ser uma mãe perfeita, além de refletir sobre o julgamento rápido e a cultura do cancelamento nas redes sociais. A história mistura esses temas em uma trama envolvente, projetada para manter o público atento e interessado.
Uma Família Feliz busca transmitir a mensagem de que devemos ser mais autênticos em relação aos nossos sentimentos e reconhecer que todos nós podemos cometer erros. Belmonte ressalta que o roteiro de Raphael Montes provoca e surpreende o público ao explorar temas relacionados às aparências e à verdade. O filme enfatiza a importância de aceitar as imperfeições da vida e ser generoso com nossos próprios erros, em contraste com a idealização de uma vida perfeita e romântica. Essa abordagem, segundo Belmonte, é uma das qualidades mais interessantes da obra.

### Filmagens

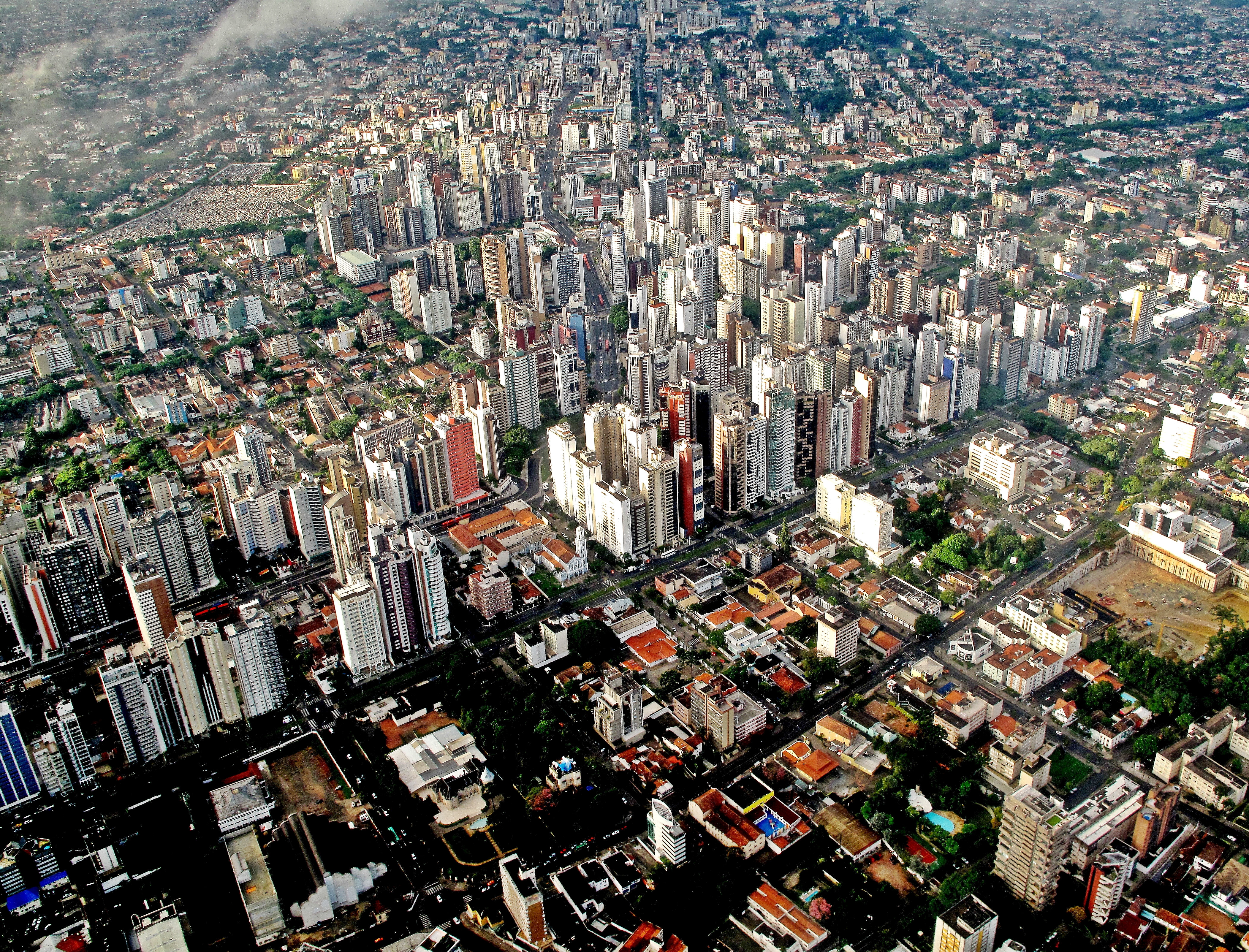
O filme foi gravado em Curitiba.

O filme foi gravado em diversas locações em Curitiba, capital do estado do Paraná. O elenco de Uma Família Feliz passou 22 dias gravando na capital paranaense. A escolha da cidade paranaense foi motivada por diversos fatores, sendo a qualidade da luz uma das principais razões. A produção buscava uma iluminação que transmitisse a clareza e a perfeição da vida retratada na história, ambientada em um condomínio fechado. Curitiba ofereceu essa característica desejada, com sua luz clara e favorável à estética visual do filme. Além disso, a presença de Grazi Massafera, natural do Paraná, e questões logísticas de produção também contribuíram para a decisão de filmar na capital paranaense.
A produção do filme adotou cuidados especiais ao filmar cenas intensas com as atrizes mirins Luiza Antunes e Juliana Bim, que interpretam "Sara" e "Angela", respectivamente. Dado que o filme inclui sequências de violência e insinuações de abuso, o diretor José Eduardo Belmonte optou por não revelar todos os detalhes do roteiro às crianças. Elas estavam cientes de que suas personagens tinham comportamentos negativos, mas não estavam informadas sobre todas as nuances da trama.
A preparadora de elenco Ariela Goldmann utilizou abordagens lúdicas para ajudar as jovens atrizes a se prepararem para suas performances. Por exemplo, para transmitir a sensação desejada em uma cena, Angela foi orientada a vocalizar como um cantor lírico ao gritar "mãe", o que permitiu uma expressão eficaz sem necessidade de emoções reais. Além disso, uma psicóloga e as mães das atrizes estiveram presentes durante as filmagens para garantir um ambiente de trabalho apropriado e leve, considerando a natureza pesada do material abordado.

## Lançamento
O filme teve sua estreia no Festival de Cinema de Gramado em 16 de agosto de 2023, com a presença do diretor, pelo segundo ano consecutivo, acompanhado pela atriz Grazi Massafera, que retornou ao elenco do diretor após sua atuação em Billi Pig (2011). Também participaram do festival o ator Reynaldo Gianecchini, o autor Raphael Montes, conhecidos por Bom Dia, Verônica, que assinou o roteiro original e fez sua estreia como diretor assistente, além dos produtores da Barry Company, René Sampaio e Juliana Funaro, que também foi produtora executiva do longa. O filme também foi exibido na Mostra Internacional de Cinema de São Paulo e no Los Angeles Brazilian Film Festival (LABRFF), na Califórnia, Estados Unidos. Comercialmente, teve sua estreia no Brasil em 4 de abril de 2024 pela Pandora Filmes. Em julho de 2024, foi lançado nas plataformas digitais.

## Recepção

### Resposta da crítica

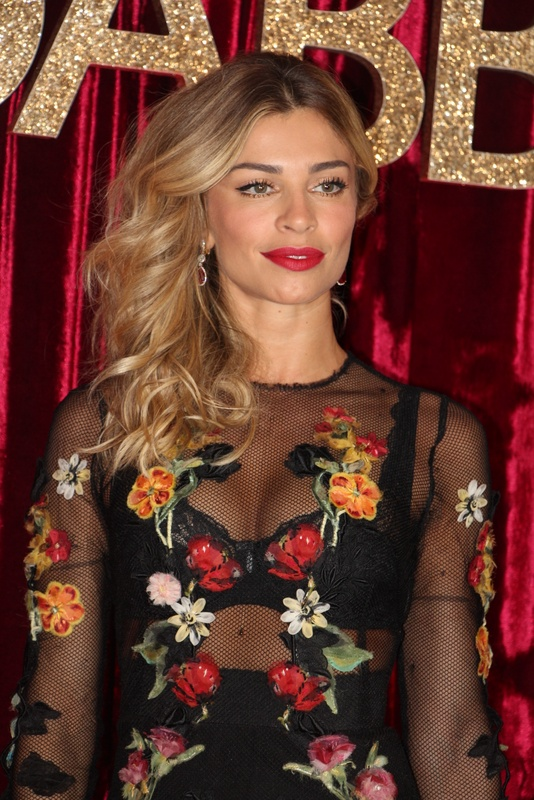
Grazi Massafera teve seu desempenho elogiado pela crítica.

Uma Família Feliz dividiu opinião da crítica especializada em seu lançamento. Escrevendo para o website AdoroCinema, a crítica Aline Pereira deu ao filme 3 de 5 estrelas (), considerando-o "Legal". Pereira destaca que o filme gira em torno de "Eva", uma narradora não confiável, cuja verdadeira situação só se revela aos poucos. A trama explora a angústia de "Eva", que luta para equilibrar sua vida como mãe, esposa e profissional. O filme provoca uma sensação de desconforto ao mostrar "Eva" sendo hostilizada por outros personagens que têm menos informações sobre ela. Embora o tema do "cancelamento" seja relevante, a crítica aponta que os personagens e suas reações parecem simplificados e que o filme, apesar de evitar subestimar o público, pode parecer frágil na tentativa de desconstruir a perfeição.
Diandra Guedes, do website Canaltech, analisa que o filme, com suas cenas do cotidiano, envolve o espectador na vida da família no Blue Paradise, revelando gradualmente a tensão e o desconforto subjacentes. Eva, interpretada por Grazi Massafera, está sobrecarregada e seu marido, Vicente, não percebe os problemas dela. A trama ganha complexidade quando o bebê e as gêmeas aparecem machucados, levando a suspeitas de que Eva possa ser a responsável. A atuação de Massafera é elogiada por sua capacidade de transitar entre a falsa felicidade e o desespero. O filme surpreende com reviravoltas e utiliza ângulos de câmera eficazes para intensificar a tensão. No entanto, o desfecho é criticado por ser pouco verossímil e apresentar lacunas que se tornam evidentes após uma análise mais cuidadosa.
Frederico Franco, do Plano Crítico, avalia Uma Família Feliz com 3,5 de 5 () e descreve o filme como um thriller psicológico que começa com uma cena perturbadora e segue explorando o caos na vida de Eva. A trama revela uma vida aparentemente perfeita para "Eva" e "Vicente", mas problemas surgem quando um dos filhos adoece e machucados aparecem nas crianças, levando "Eva" a duvidar de sua própria sanidade. A narrativa mostra Eva sendo progressivamente hostilizada e isolada, enquanto o filme utiliza ângulos de câmera intensos e uma atuação destacada de Grazi Massafera para construir tensão. O desfecho, embora impactante, é criticado por sua falta de verossimilhança e pelo excesso de cinismo, com a cena final sendo descrita como fria e distante, mas bem executada. O filme é elogiado pela sua eficácia como thriller e pela performance da protagonista, embora o segundo arco narrativo e a cena pós-créditos sejam considerados menos interessantes.

### Prêmios e indicações
| Ano  | Associações                   | Categoria    | Recipiente(s)     | Resultado | Ref.  |
| ---- | ----------------------------- | ------------ | ----------------- | --------- | ----- |
| 2023 | Festival de Cinema de Gramado | Melhor Filme | Uma Família Feliz | Indicado  | [ 4 ] |